# Olympische Sommerspiele 2016/Teilnehmer (Vietnam)
| Gelbes Symbol für Goldmedaillen mit stilisierten Olympischen Ringen | Graues Symbol für Silbermedaillen mit stilisierten Olympischen Ringen | Braundes Symbol für Bronzemedaillen mit stilisierten Olympischen Ringen |
| ------------------------------------------------------------------- | --------------------------------------------------------------------- | ----------------------------------------------------------------------- |
| 1                                                                   | 1                                                                     | —                                                                       |

Vietnam nahm an den Olympischen Spielen 2016 in Rio de Janeiro teil. Es war die insgesamt 15. Teilnahme an Olympischen Sommerspielen. Das Uỷ ban Olympic Việt Nam nominierte 23 Athleten in zehn Sportarten.

## Teilnehmer nach Sportarten

### Badminton
| Athleten         | Wettbewerb | Gruppenphase                               | Gruppenphase                                                  | Gruppenphase | Gruppenphase | Achtelfinale  | Achtelfinale  | Viertelfinale | Viertelfinale | Halbfinale    | Halbfinale    | Finale        | Finale        | Rang          |
| Athleten         | Wettbewerb | Gegner                                     | Ergebnis                                                      | Punkte       | Rang         | Gegner        | Ergebnis      | Gegner        | Ergebnis      | Gegner        | Ergebnis      | Gegner        | Ergebnis      | Rang          |
| ---------------- | ---------- | ------------------------------------------ | ------------------------------------------------------------- | ------------ | ------------ | ------------- | ------------- | ------------- | ------------- | ------------- | ------------- | ------------- | ------------- | ------------- |
| Frauen           |            |                                            |                                                               |              |              |               |               |               |               |               |               |               |               |               |
| Vũ Thị Trang     | Einzel     | Nozomi Okuhara Lindaweni Fanetri           | 0:2 (10:21, 8:21) 2:0 (21:12, 21:11)                          | 60:65        | 2            | ausgeschieden | ausgeschieden | ausgeschieden | ausgeschieden | ausgeschieden | ausgeschieden | ausgeschieden | ausgeschieden | ausgeschieden |
| Männer           |            |                                            |                                                               |              |              |               |               |               |               |               |               |               |               |               |
| Nguyễn Tiến Minh | Einzel     | Wladimir Malkow David Obernosterer Lin Dan | 2:1 (15:21, 21:9, 21:13) 2:0 (21:18, 21:14) 0:2 (7:21, 12:21) | 118:117      | 2            | ausgeschieden | ausgeschieden | ausgeschieden | ausgeschieden | ausgeschieden | ausgeschieden | ausgeschieden | ausgeschieden | ausgeschieden |

### Fechten
| Athleten           | Wettbewerb     | 1. Runde                     | 1. Runde | 2. Runde        | 2. Runde      | Achtelfinale  | Achtelfinale  | Viertelfinale | Viertelfinale | Halbfinale / Klassifikation | Halbfinale / Klassifikation | Finale / Platzierung | Finale / Platzierung | Rang          |
| Athleten           | Wettbewerb     | Gegner                       | Ergebnis | Gegner          | Ergebnis      | Gegner        | Ergebnis      | Gegner        | Ergebnis      | Gegner                      | Ergebnis                    | Gegner               | Ergebnis             | Rang          |
| ------------------ | -------------- | ---------------------------- | -------- | --------------- | ------------- | ------------- | ------------- | ------------- | ------------- | --------------------------- | --------------------------- | -------------------- | -------------------- | ------------- |
| Frauen             |                |                              |          |                 |               |               |               |               |               |                             |                             |                      |                      |               |
| Nguyễn Thị Như Hoa | Degen Einzel   | Auriane Mallo                | 7:15     | ausgeschieden   | ausgeschieden | ausgeschieden | ausgeschieden | ausgeschieden | ausgeschieden | ausgeschieden               | ausgeschieden               | ausgeschieden        | ausgeschieden        | ausgeschieden |
| Đỗ Thị Anh         | Florett Einzel | Ekaterini Kondochristopoulou | 15:13    | Arianna Errigo  | 9:15          | ausgeschieden | ausgeschieden | ausgeschieden | ausgeschieden | ausgeschieden               | ausgeschieden               | ausgeschieden        | ausgeschieden        | ausgeschieden |
| Nguyễn Thị Lệ Dung | Säbel Einzel   | Kim Ji-yeon                  | 3:15     | ausgeschieden   | ausgeschieden | ausgeschieden | ausgeschieden | ausgeschieden | ausgeschieden | ausgeschieden               | ausgeschieden               | ausgeschieden        | ausgeschieden        | ausgeschieden |
| Männer             |                |                              |          |                 |               |               |               |               |               |                             |                             |                      |                      |               |
| Vũ Thành An        | Säbel Einzel   | Diego Occhiuzzi              | 15:12    | Vincent Anstett | 8:15          | ausgeschieden | ausgeschieden | ausgeschieden | ausgeschieden | ausgeschieden               | ausgeschieden               | ausgeschieden        | ausgeschieden        | ausgeschieden |

### Gewichtheben
| Athleten          | Wettbewerb       | Reißen  | Reißen        | Stoßen        | Stoßen        | Zweikampf     | Zweikampf     | Rang          |
| Athleten          | Wettbewerb       | Gewicht | Rang          | Gewicht       | Rang          | Gewicht       | Rang          | Rang          |
| ----------------- | ---------------- | ------- | ------------- | ------------- | ------------- | ------------- | ------------- | ------------- |
| Frauen            |                  |         |               |               |               |               |               |               |
| Vương Thị Huyền   | Klasse bis 48 kg | 84 kg   | nicht beendet | nicht beendet | nicht beendet | nicht beendet | nicht beendet | nicht beendet |
| Männer            |                  |         |               |               |               |               |               |               |
| Thạch Kim Tuấn    | Klasse bis 56 kg | 130 kg  | 4             | 160 kg        | nicht beendet | nicht beendet | nicht beendet | nicht beendet |
| Trần Lê Quốc Toàn | Klasse bis 56 kg | 121 kg  | 6             | 154 kg        | 4             | 275 kg        | 5             | 5             |
| Hoàng Tuấn Tài    | Klasse bis 85 kg | 145 kg  | 17            | 180 kg        | 17            | 325 kg        | 17            | 17            |

### Judo
| Athleten    | Wettbewerb | 1. Runde   | 1. Runde    | 2. Runde | 2. Runde    | Viertelfinale | Viertelfinale | Halbfinale / Trostrunde | Halbfinale / Trostrunde | Finale / Platz 3 | Finale / Platz 3 | Rang |
| Athleten    | Wettbewerb | Gegner     | Ergebnis    | Gegner   | Ergebnis    | Gegner        | Ergebnis      | Gegner                  | Ergebnis                | Gegner           | Ergebnis         | Rang |
| ----------- | ---------- | ---------- | ----------- | -------- | ----------- | ------------- | ------------- | ----------------------- | ----------------------- | ---------------- | ---------------- | ---- |
| Frauen      |            |            |             |          |             |               |               |                         |                         |                  |                  |      |
| Văn Ngọc Tú | bis 48 kg  | V. Moscatt | 000s1:000s2 | B. Jeong | 000s1:102s0 | ausgeschieden | ausgeschieden | ausgeschieden           | ausgeschieden           | ausgeschieden    | ausgeschieden    | 9    |

### Leichtathletik
Laufen und Gehen 
| Athleten         | Wettbewerb   | Runde 1 | Runde 1 | Halbfinale    | Halbfinale    | Finale        | Finale        | Rang |
| Athleten         | Wettbewerb   | Zeit    | Rang    | Zeit          | Rang          | Zeit          | Rang          | Rang |
| ---------------- | ------------ | ------- | ------- | ------------- | ------------- | ------------- | ------------- | ---- |
| Frauen           |              |         |         |               |               |               |               |      |
| Nguyễn Thị Huyền | 400 m        | 52,97 s | 43      | ausgeschieden | ausgeschieden | ausgeschieden | ausgeschieden | 43   |
| Nguyễn Thị Huyền | 400 m Hürden | 57,87 s | 38      | ausgeschieden | ausgeschieden | ausgeschieden | ausgeschieden | 38   |
| Männer           |              |         |         |               |               |               |               |      |
| Nguyễn Thị Huyền | 20 km Gehen  | –       | –       | –             | –             | 1:30:01 h     | 60            | 60   |

### Ringen
| Athleten        | Wettbewerb       | 1. Runde                                   | 1. Runde                                   | Achtelfinale                               | Achtelfinale                               | Viertelfinale                              | Viertelfinale                              | Halbfinale                                 | Halbfinale                                 | Hoffnungsrunde Viertelfinale               | Hoffnungsrunde Viertelfinale               | Hoffnungsrunde Halbfinale                  | Hoffnungsrunde Halbfinale                  | Hoffnungsrunde Finale                      | Hoffnungsrunde Finale                      | Finale                                     | Finale                                     | Rang                                       |
| Athleten        | Wettbewerb       | Gegner                                     | Ergebnis                                   | Gegner                                     | Ergebnis                                   | Gegner                                     | Ergebnis                                   | Gegner                                     | Ergebnis                                   | Gegner                                     | Ergebnis                                   | Gegner                                     | Ergebnis                                   | Gegner                                     | Ergebnis                                   | Gegner                                     | Ergebnis                                   | Rang                                       |
| --------------- | ---------------- | ------------------------------------------ | ------------------------------------------ | ------------------------------------------ | ------------------------------------------ | ------------------------------------------ | ------------------------------------------ | ------------------------------------------ | ------------------------------------------ | ------------------------------------------ | ------------------------------------------ | ------------------------------------------ | ------------------------------------------ | ------------------------------------------ | ------------------------------------------ | ------------------------------------------ | ------------------------------------------ | ------------------------------------------ |
| Freistil Frauen |                  |                                            |                                            |                                            |                                            |                                            |                                            |                                            |                                            |                                            |                                            |                                            |                                            |                                            |                                            |                                            |                                            |                                            |
| Vũ Thị Hằng     | Klasse bis 48 kg | nicht angetreten aufgrund einer Verletzung | nicht angetreten aufgrund einer Verletzung | nicht angetreten aufgrund einer Verletzung | nicht angetreten aufgrund einer Verletzung | nicht angetreten aufgrund einer Verletzung | nicht angetreten aufgrund einer Verletzung | nicht angetreten aufgrund einer Verletzung | nicht angetreten aufgrund einer Verletzung | nicht angetreten aufgrund einer Verletzung | nicht angetreten aufgrund einer Verletzung | nicht angetreten aufgrund einer Verletzung | nicht angetreten aufgrund einer Verletzung | nicht angetreten aufgrund einer Verletzung | nicht angetreten aufgrund einer Verletzung | nicht angetreten aufgrund einer Verletzung | nicht angetreten aufgrund einer Verletzung | nicht angetreten aufgrund einer Verletzung |
| Nguyễn Thị Lụa  | Klasse bis 53 kg | Freilos                                    | Freilos                                    | Isabelle Sambou                            | 0:5                                        | ausgeschieden                              | ausgeschieden                              | ausgeschieden                              | ausgeschieden                              | ausgeschieden                              | ausgeschieden                              | ausgeschieden                              | ausgeschieden                              | ausgeschieden                              | ausgeschieden                              | ausgeschieden                              | ausgeschieden                              | 15                                         |

### Rudern
| Athleten                 | Wettbewerb                  | Vorlauf     | Vorlauf | Vorlauf       | Hoffnungslauf | Hoffnungslauf | Hoffnungslauf | Halbfinale  | Halbfinale | Halbfinale    | Finale | Finale | Rang |
| Athleten                 | Wettbewerb                  | Zeit        | Platz   | Qualifikation | Zeit          | Platz         | Qualifikation | Zeit        | Platz      | Qualifikation | Zeit   | Platz  | Rang |
| ------------------------ | --------------------------- | ----------- | ------- | ------------- | ------------- | ------------- | ------------- | ----------- | ---------- | ------------- | ------ | ------ | ---- |
| Frauen                   |                             |             |         |               |               |               |               |             |            |               |        |        |      |
| Hồ Thị Lý Tạ Thanh Huyền | Leichtgewichts-Doppelzweier | 7:29,91 min | 5       | Hoffnungslauf | 8:19,79 min   | 4             | Halbfinale C  | 8:18,47 min | 3          | C-Finale      | DNS    | 6      | 18   |

### Schießen
| Athleten        | Wettbewerb             | Qualifikation   | Qualifikation | Finale          | Finale        | Ringe/ Scheiben | Rang   |
| Athleten        | Wettbewerb             | Ringe/ Scheiben | Rang          | Ringe/ Scheiben | Rang          | Ringe/ Scheiben | Rang   |
| --------------- | ---------------------- | --------------- | ------------- | --------------- | ------------- | --------------- | ------ |
| Männer          |                        |                 |               |                 |               |                 |        |
| Hoàng Xuân Vinh | Luftpistole 10 Meter   | 581             | 4             | 202,5           | 1             | 783,5           | Gold   |
| Trần Quốc Cường | Luftpistole 10 Meter   | 575             | 26            | ausgeschieden   | ausgeschieden | 575             | 26     |
| Hoàng Xuân Vinh | Freie Pistole 50 Meter | 556             | 6             | 191,3           | 2             | 747,3           | Silber |
| Trần Quốc Cường | Freie Pistole 50 Meter | 542             | 31            | ausgeschieden   | ausgeschieden | 542             | 31     |

### Schwimmen
| Athleten            | Wettbewerb     | Vorlauf     | Vorlauf | Halbfinale    | Halbfinale    | Finale        | Finale        | Rang |
| Athleten            | Wettbewerb     | Zeit        | Rang    | Zeit          | Rang          | Zeit          | Rang          | Rang |
| ------------------- | -------------- | ----------- | ------- | ------------- | ------------- | ------------- | ------------- | ---- |
| Frauen              |                |             |         |               |               |               |               |      |
| Nguyễn Thị Ánh Viên | 400 m Freistil | 4:16,32 min | 26      | –             | –             | ausgeschieden | ausgeschieden | 26   |
| Nguyễn Thị Ánh Viên | 200 m Lagen    | 2:16,20 min | 33      | ausgeschieden | ausgeschieden | ausgeschieden | ausgeschieden | 33   |
| Nguyễn Thị Ánh Viên | 400 m Lagen    | 4:36,85 min | 9       | –             | –             | ausgeschieden | ausgeschieden | 9    |
| Männer              |                |             |         |               |               |               |               |      |
| Hoàng Quý Phước     | 200 m Freistil | 1:50,39 min | 41      | ausgeschieden | ausgeschieden | ausgeschieden | ausgeschieden | 41   |

### Turnen

#### Gerätturnen
| Athleten          | Wettbewerb    | Qualifikation | Qualifikation | Finale        | Finale        | Rang |
| Athleten          | Wettbewerb    | Punkte        | Rang          | Punkte        | Rang          | Rang |
| ----------------- | ------------- | ------------- | ------------- | ------------- | ------------- | ---- |
| Frauen            |               |               |               |               |               |      |
| Phan Thị Hà Thanh | Sprung        | 14,233        | 17            | ausgeschieden | ausgeschieden | 17   |
| Phan Thị Hà Thanh | Schwebebalken | 13,800        | 36            | ausgeschieden | ausgeschieden | 36   |
| Männer            |               |               |               |               |               |      |
| Phạm Phước Hưng   | Barren        | 14,966        | 12            | ausgeschieden | ausgeschieden | 12   |